# Jules Massenet
Jules Émile Frédéric Massenet (12. května 1842, Montaud, Saint-Étienne, Francie – 13. srpna 1912, Paříž) byl francouzský skladatel období romantismu. Nejvíce ho proslavily jeho opery, které byly velice populární na konci 19. a na začátku 20. století; poté většina z nich upadla téměř do zapomnění a teprve v osmdesátých letech byly znovu objevovány. Mezi jeho nejznámější opery patří Manon (1884) a Werther (1892). Značná pozornost je v současnosti věnována také Massenetově opeře Thaïs.

## Život

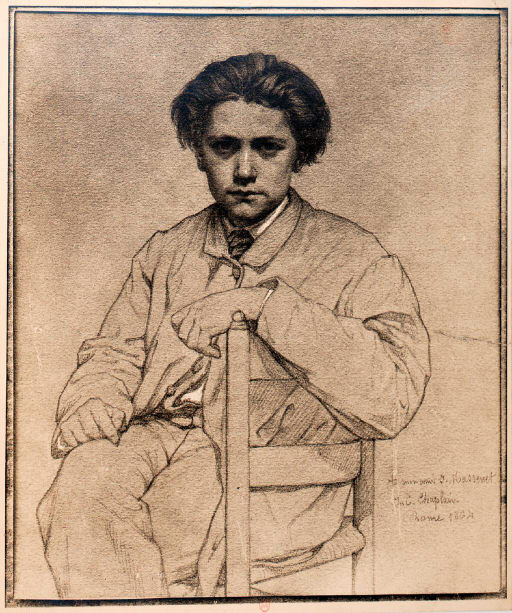
Massenet jako chlapec

Massenet se narodil ve vesnici Montaud, což je nyní městská část Saint-Étienne, jako syn mistra kovolijce. Když mu bylo jedenáct, odstěhovala se jeho rodina do Paříže. Tam získal první poznatky o hudbě od své matky, která učila i jiné žáky, aby si rodina finančně přilepšila. Od svých jedenácti let také navštěvoval pařížskou konzervatoř a činil značné pokroky, především pod vedením skladatele Ambroise Thomase (1811-1896). Nadto v roce 1863 získal prestižní Prix de Rome, což mu umožnilo strávit čtyři roky ve vile Medici v Římě, kde se seznámil s Franzem Lisztem. Začal dávat hodiny klavíru a získával zkušenosti s divadlem a populární hudbou tím, že příležitostně hrál na bicí nástroje v orchestru pařížské Opery a v barech.

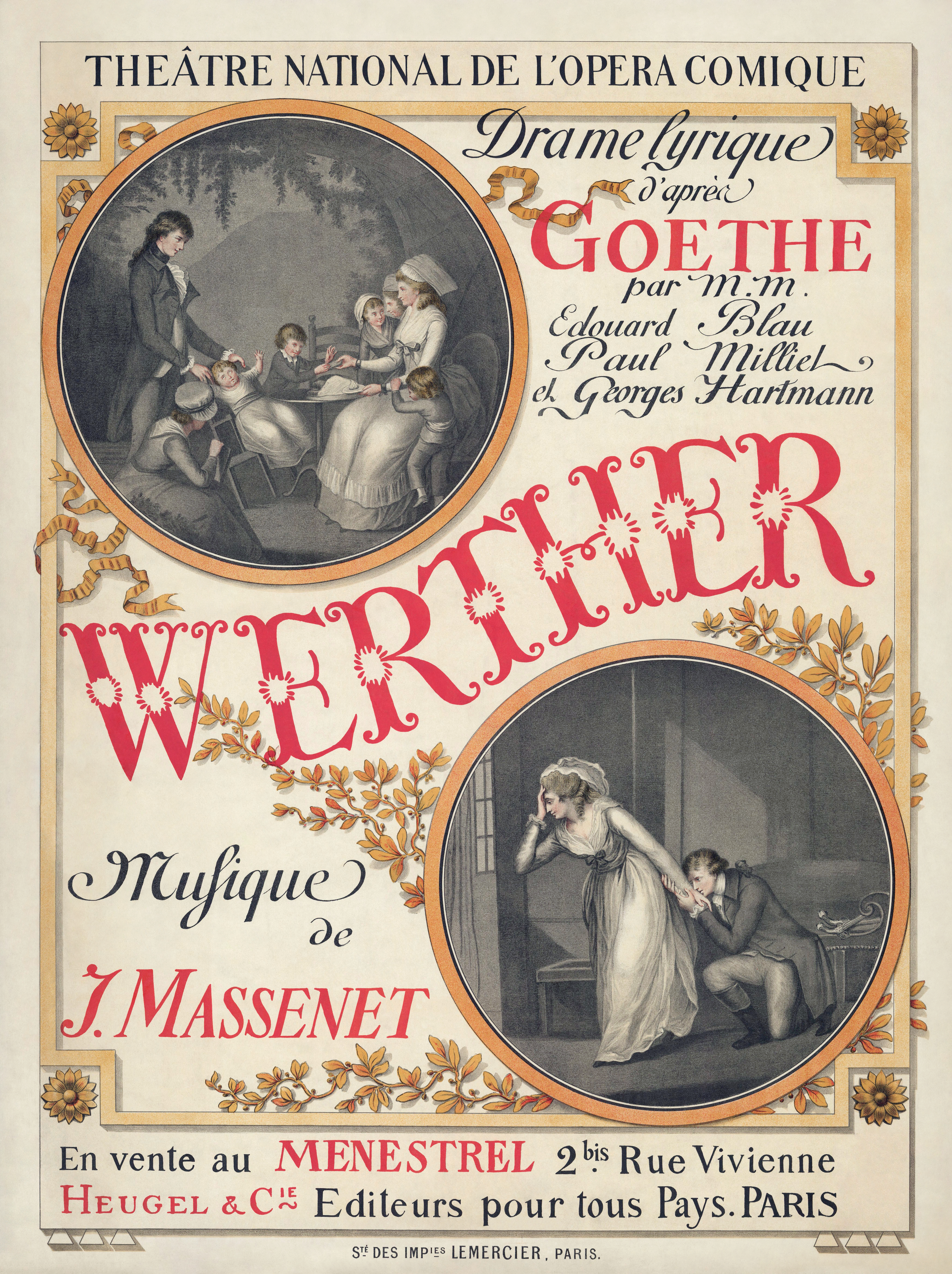
Plakát opery Werther

Po návratu do Paříže se 8. října 1866 oženil se svou žačkou Constancií de Saint-Marie. V následujících letech byla na doporučení Thomase jeho opera La Grand'tante uvedena v Opéra-Comique. Byla to první část celého cyklu oper, které měl Massenet v následujících pětačtyřiceti letech svého života napsat; poslední premiérou jeho života byla opera Řím (Roma) v Monte Carlu v roce 1912.
Jules Massenet patřil k těm skladatelům, kteří měli velký úspěch již za svého života. Poprvé se úspěch dostavil s oratoriem Marie-Magdeleine z roku 1873, ale byla to opera Le Roi de Lahore o čtyři roky později, díky níž se stal slavným. Jeho největší úspěch mu však přinesla opera Manon, inspirovaná novelou abbého Prévosta (použitou rovněž Puccinim v opeře Manon Lescaut), vyprávějící příběh mladé ženy, která se kvůli své lehkomyslnosti stane kurtizánou, a jejího idealistického mladého milence šlechtického původu, Chevalliera de Grieux. Další kurtizána, tentokrát z Egypta ve 4. století, je postavou Massenetovy úspěšné opery Thaïs (1894). Mužské hlavní postavy zobrazil v operách Le Cid (1885), Werther (1892), a Don Quijotte z roku 1910. Don Quijotte byl jeho posledním větším úspěchem. Jeho sláva pronikala i za hranice Francie, a proto se i některé premiéry konaly v důležitých operních centrech Evropy, například Werther byl prvně uveden ve Vídni a La Navarraise v Londýně.
Mnoho let také působil jako učitel skladby na pařížské konzervatoři, kam nastoupil v roce 1878 a setrval zde až do své smrti, tj. do roku 1912. Je pochován na hřbitově v Égreville (Seine-et-Marne).

## Dílo
Dílo Julesa Masseneta zahrnuje kromě oper, kterého jej proslavily, v menším míře i duchovní hudbu, balety, scénickou hudbu pro divadlo a mnoho písní. Mezi jeho reprezentativní díla patří hlavně: Manon (1884), Werther (1892), Thaïs (1894), Le Cid (1885) nebo například Le Jongleur de Notre-Dame (1902).

Plakát opery Le Mage

Plakát opery Ariane

### Opery

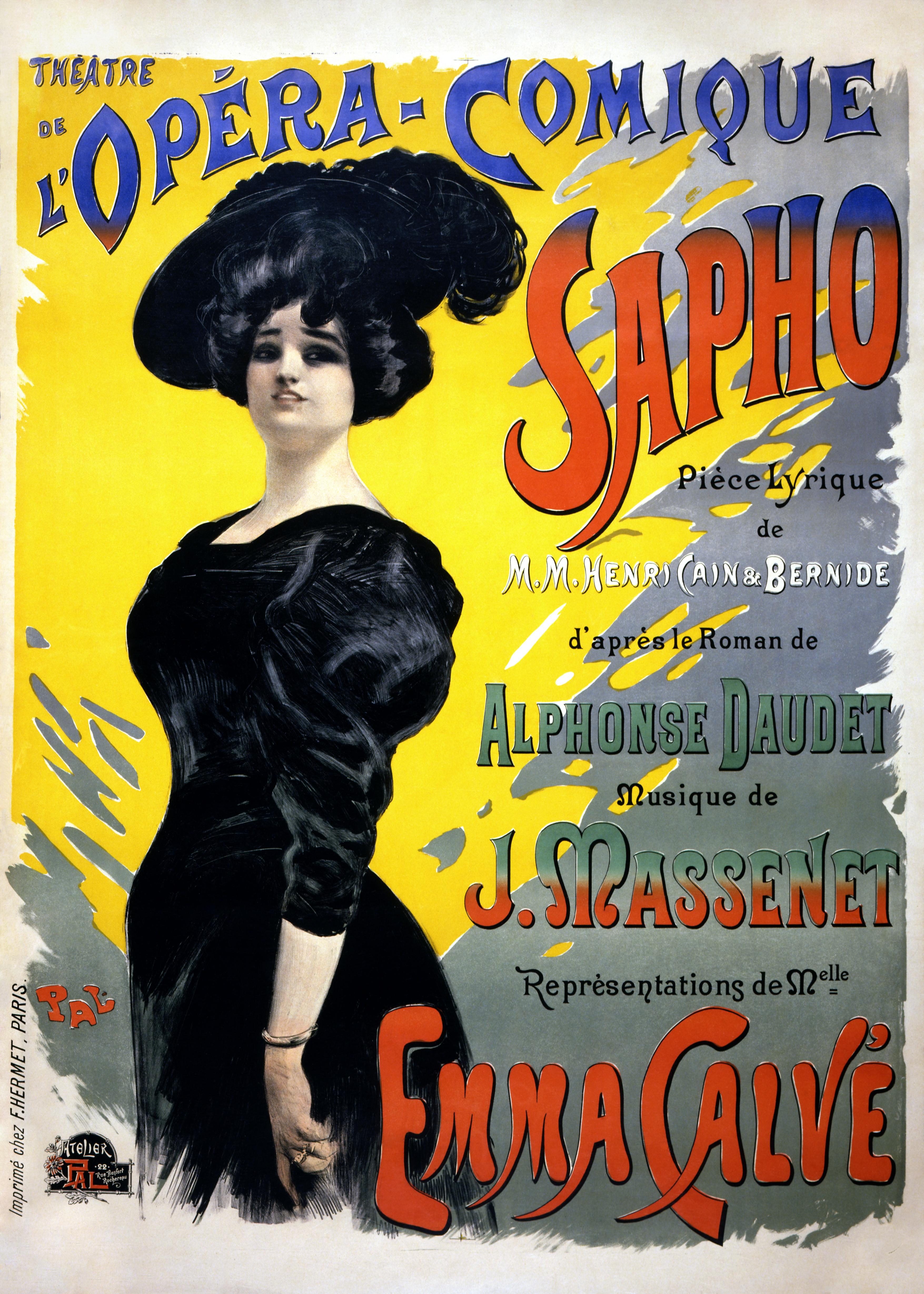
Plakát opery Sapho

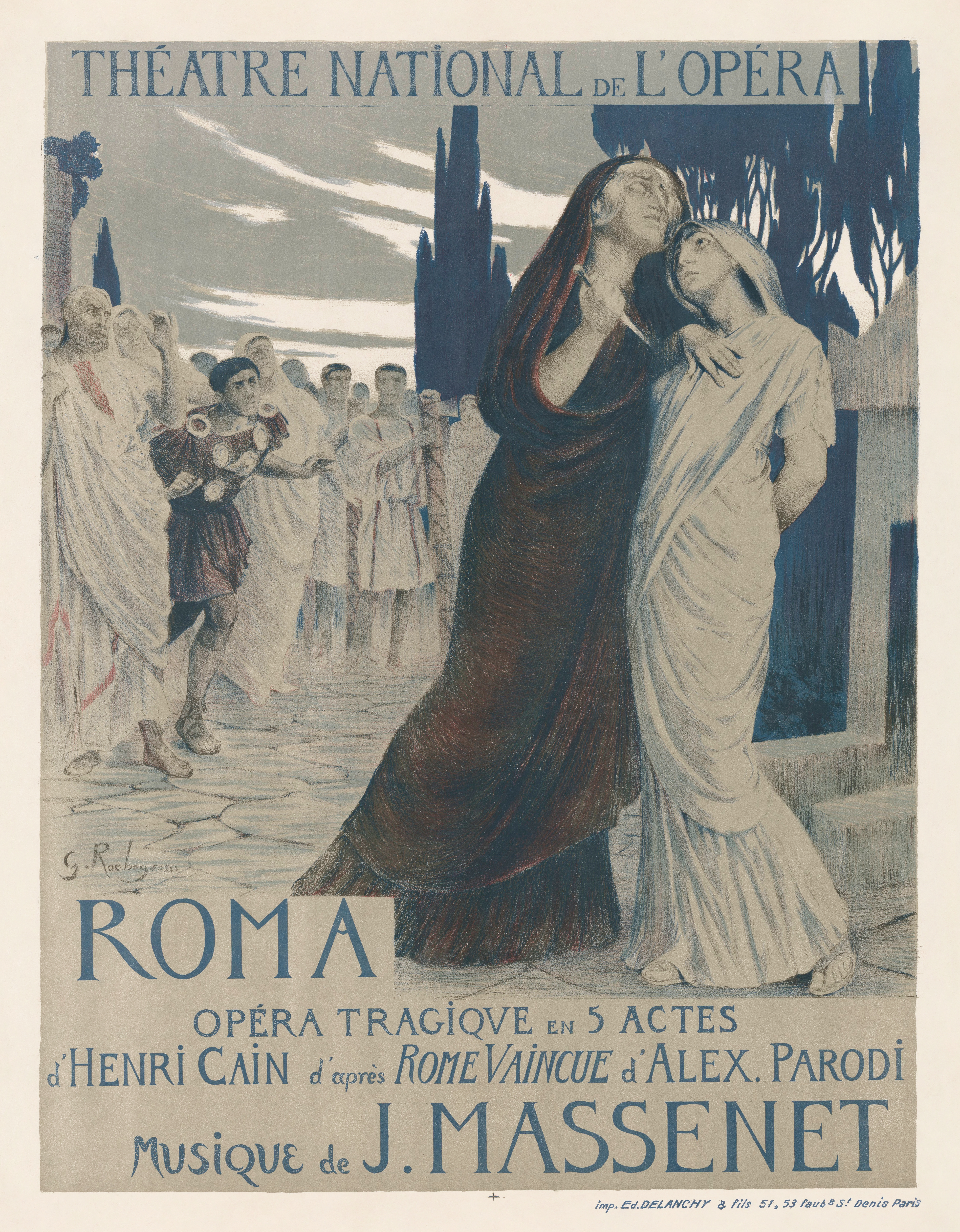
Plakát opery Roma

- Les deux boursiers (1859)
- Esmerelda (1865)
- Noureddin (1865)
- Valéria (1865)
- La Grand' Tante (1867)
- La Coupe du roi de Thulé (1867)
- Le Florentin (1868)
- Manfred (1869)
- Méduse (1870)
- Don César de Bazan (1872)

- Les Templiers (1873)
- Marie-Magdeleine (1903)
- L'Adorable Bel'-Boul' (1874)
- Bérangère et Anatole (1876)
- Le Roi de Lahore (1877)
- Robert de France (1880)
- Hérodiade (1881)
- Les Girondins (1881)
- Montalte (1883)
- Hérodiade (1884)
- Manon (1884)
- Le Cid (1885)
- Don César de Bazan (1888)
- Esclarmonde (1889)
- Le Mage (1891)
- Werther (1892)
- Kassya (1893)
- Thaïs (1894)
- Le Portrait de Manon (1894)
- La Navarraise (1894)
- Sapho (1897)
- Cendrillon (1899)
- Grisélidis (1901)
- Le Jongleur de Notre-Dame (1902)
- Chérubin (1905)
- Ariane (1906)
- Thérèse (1907)
- Bacchus (1909)
- Don Quichotte (1910)
- Roma (1912)
- Panurge (1913)
- Cléopâtre (1914)
- Amadis (1922)

### Oratoria a kantáty
- David Rizzio (1863)
- Marie-Magdeleine (1873)
- Ève (1875)
- Narcisse (1877)
- La Vierge (1880)
- Biblis (1886)
- La Terre Promise (1900)

### Balety
- Le Carillon (1892)
- Cigale (1904)
- Espada (1908)
- L'histoire de Manon (1974)

### Orchestrální hudba
- Première suite d'orchestre (1867)
- Scènes hongroises (1870)
- Scènes pittoresques (1874)
- Scènes dramatiques (1875)
- Scènes napolitaines (1876)
- Scènes de féerie (1881)
- Scènes alsaciennes (1882)
- Fantaisie pour violoncelle et orchestre (1897)
- Concerto pour piano et orchestre (1903)

## Fotogalerie

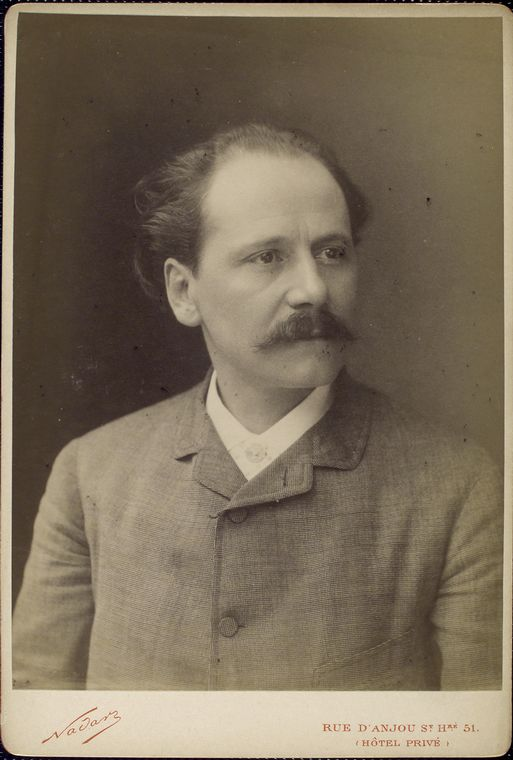
Jules Massenet
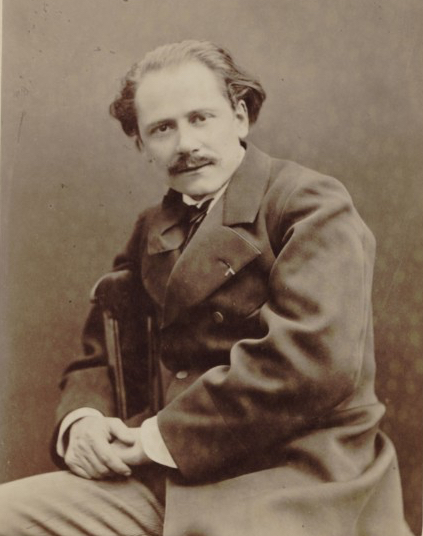
Jules Massenet (1880)
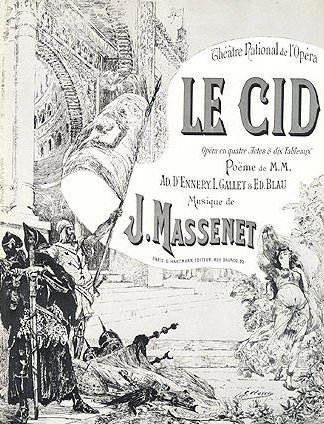
Plakát opery 'Le Cid' (1885)
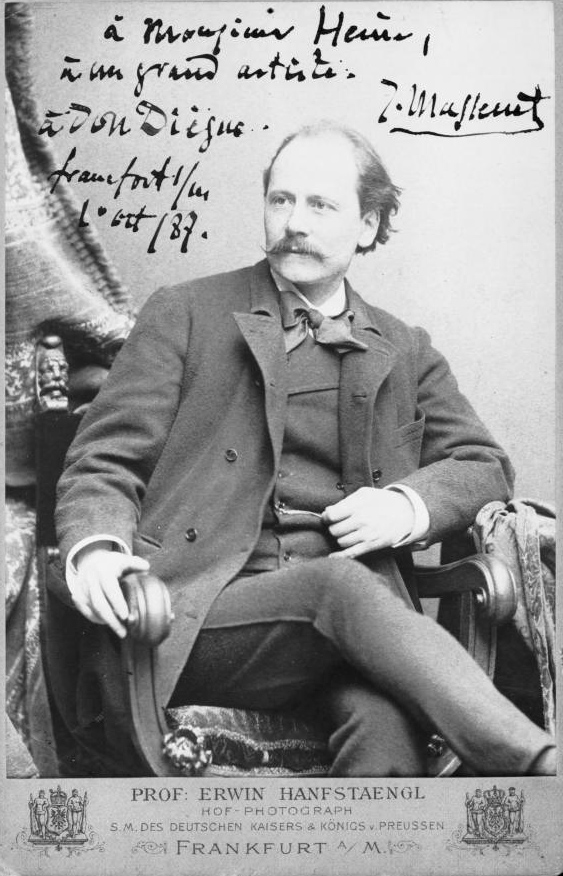
Jules Massenet (1887)
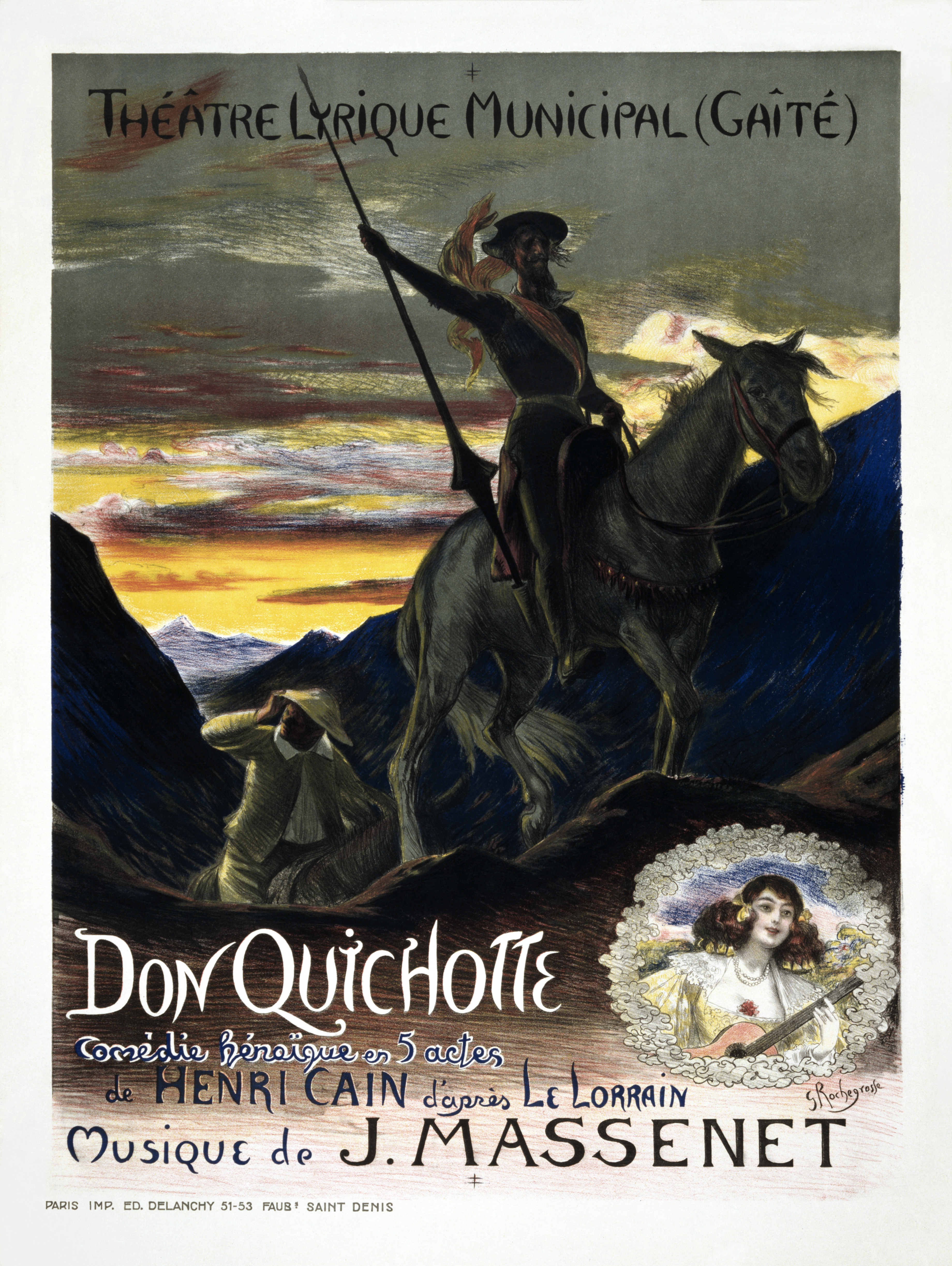
Plakát opery 'Don Quichotte' (1910)
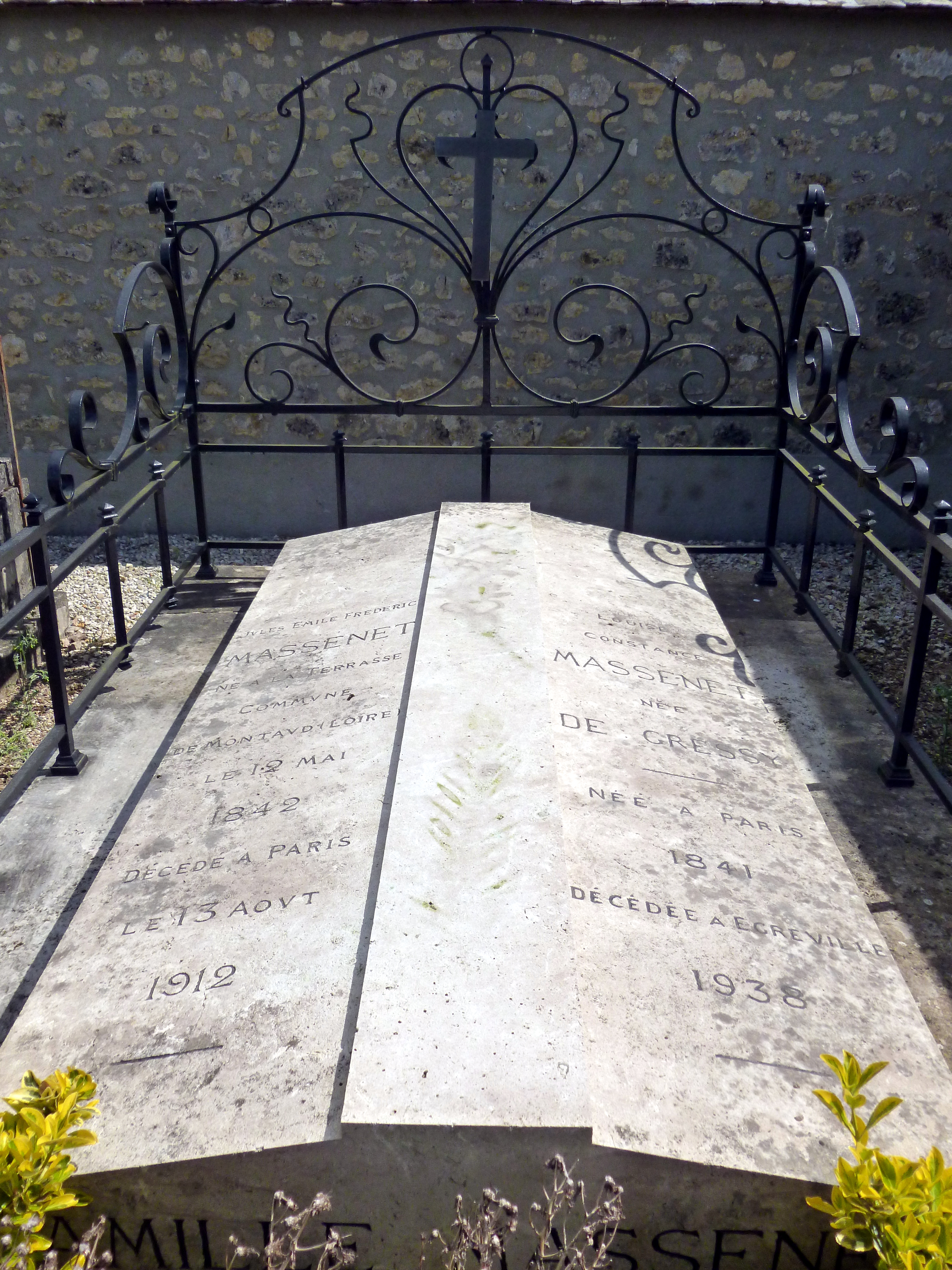
Jeho hrob na hřbitově v Égreville (Seine-et-Marne)
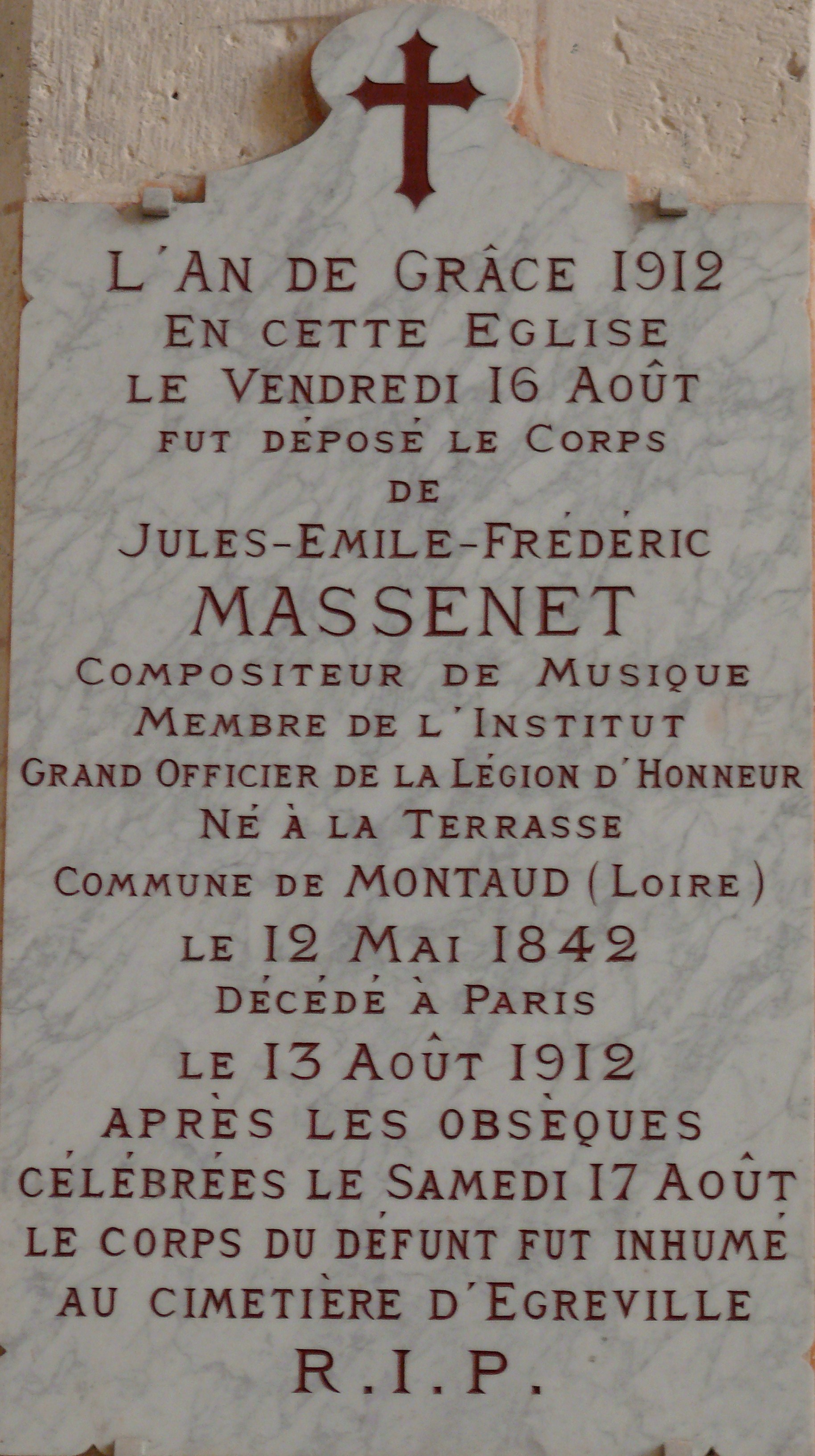
Massenetova pamětní deska v kostele Saint-Martin v Égreville